# UP M-10002
Der UP M-10002 war ein im Mai 1936 bei der Union Pacific Railroad (UP) in Dienst gestellter, stromlinienförmig gestalteter elfteiliger Schnelltriebwagen mit dieselelektrischem Antrieb für den transkontinentalen Verkehr. Er war der dritte Stromlinienzug der UP und zugleich letzter mit einem Triebkopf in dem vom M-10000 und M-10001 bekannten „Fischkopf“-Design.

## Technische Beschreibung
Beim Fahrzeugdesign des M-10002 kamen wie bei den zuvor bereits im Jahre 1934 von Pullman-Standard fertiggestellten M-10000 und M-10001 patentierte selbsttragende Wagenkästen mit trapezförmigem, jedoch um fast 1/4 m auf ca. 2,93 m verbreiterten Querschnitt in genieteter Leichtbauweise aus Duraluminium zur Anwendung.
Die Zugspitze des fast 218 m langen Zuges bestand aus einem Maschinenwagen und einem als „Booster“ bezeichneten zweiten Maschinenwagen. Abweichend zu den ersten beiden Triebzügen stellte beim M-10002 jedoch der zweiteilige Triebkopf nun eine autonome Antriebseinheit dar. Da er nicht mit dem restlichen Zug über ein gemeinsames Fahrgestell fest verbunden war, betrachte die Union Pacific den M-10002 A+B als ihre erste Diesel-„Lokomotive“. Die nachfolgenden, mit Klimaanlage versehenen neun Wagenelemente liefen hingegen wiederum auf Jakobs-Drehgestellen und bildeten eine fest miteinander verbundene gelenkige Zugeinheit. Dem Gepäck- und Postwagen folgte ein Vorrats- und Küchenwagen, ein Speisewagen mit 40 Plätzen im Restaurant- und 17 Plätzen im Lounge-Bereich. Vier Pullman-Wagen boten insgesamt 82 Schlafplätze, verteilt auf 11 offene und 22 „Roomette“-Sektionen, die nachts durch Schiebetüren vom Mittelgang abgetrennt werden konnten, sowie neun Single/Double-Abteile mit eigenen Toiletten und Waschmöglichkeiten. Dem schloss sich ein Großraumwagen mit 48 und ein Schlusswagen mit 38 Sitzplätzen an. Im Wagenende, wie beim M-10000 und M-10001 in dem fensterlosen „Wespen“-Design, war erneut das Zugbuffet mit kleiner Bordküche angeordnet. 
Anders als beim M-10000 und M-10001 verfügte der M-10002 über zwei Maschinenanlagen. Die Electro Motive Company (EMC) hatte für den vorderen Triebkopf erneut einen 1.200 PS (890 kW) starker V16-Zylinder Winton 201-A Dieselmotor geliefert. Für den Booster kam der im Frühjahr 1935 aus dem M-10001 ausgebaute kleinere 900 PS (670 kW) V12-Zylinder-Variante des Winton 201-A zur Wiederverwendung. Bremskompressor, Hauptgenerator, Steuertechnik sowie die in den acht Achsen der vier Drehgestelle angeordneten elektrischen Fahrmotoren stammten erneut von General Electric.

## Einsatzgeschichte
Die Entstehungs- und Einsatzgeschichte des dritten UP-Stromlinienzug M-10002 ist eng mit der des vierten Zuges M-10004 verwoben. Im November 1933 hatte die Union Pacific bei Pullman-Standard zwei Achtwagenzüge und zwei Triebköpfe bestellt. Zunächst war vorgesehen, die Nachtzugreisenden von dem Küchenwagen aus direkt am Platz zu bedienen und die Tageszugreisenden vom Buffet am Zugschluss zu versorgen. Um nach zwischenzeitlicher Änderung dieses Servicekonzeptes einen Umbau wie beim M-10001 noch zu vermeiden, erweiterte die UP im März 1935 ihren Auftrag um zwei weitere Antriebseinheiten und zwei Speisewagen. 
Als erster der beiden Züge aus dieser Bestellung war der für den neuen Zuglauf des „City of Los Angeles“ bestimmte M-10002 im April 1936 fertiggestellt.

### City of Los Angeles
Einen Tag nach dem „Super Chief“ der konkurrierenden Santa Fe startete mit dem M-10002 am 15. Mai 1936 der dritte Union Pacific-Stromlinienzug als „City of Los Angeles“ den transkontinentalen Nachtzugdienst zwischen Los Angeles und Chicago und verkürzte die Fahrzeit nach Kalifornien auf 39 Stunden und 45 Minuten. Da die UP östlich von Omaha keine eigenen Strecken besaß, wurde der Zug von und nach Chicago in Kooperation mit der Chicago and North Western Railway (C&NW) betrieben. Wie zuvor bereits beim 1935 aufgenommenen „City of Portland“-Fahrplan, waren auch beim „City of Los Angeles“ mit nur einer Zugeinheit zunächst lediglich fünf Fahrzeugumläufe pro Monat möglich.
Ab Dezember 1937 verkehrte ein von einer dreiteiligen EMC E2 beförderter neuer 791 t schwerer 14-Wagen-Zug im Wechsel mit dem elfteiligen M-10002-Triebzug und verdoppelte das Fahrplanangebot  des „City of Los Angeles“ auf zehn monatliche Fahrten pro Richtung. 

### City of Portland / Zubringerzug Portland-Seattle
Im August 1938 wurde der M-10002 vom „City of Los Angeles“ abgezogen und das Schlafwagenelement „Mormon Trail“ in den vierten Stromlinienzug M-10004 eingereiht, der vom „City of San Francisco“-Dienst auf den „City of Los Angeles“ gewechselt war. Der so verkürzte M-10002 übernahm von März 1939 bis August 1941 den Umlauf des „City of Portland“.
Im Oktober 1941 reihte die UP auch die Wagenelemente „Santa Anita“ und 10403 in den inzwischen nur noch als Reserve vorgehaltenen M-10004 ein. Für den lediglich achtteiligen M-10002 fand sich zwischen April 1942 und Mai 1943 nochmals als Zubringerzug auf der Strecke Portland-Seattle eine Verwendung. 1944 erfolgte wie beim M-10000 und M-10001 die Verschrottung der aus kriegswichtigen Aluminium bestehenden Wagenkästen. Der zweiteilige Triebkopf M-10002 A+B wurde für einen Gasturbinen-Testzug im Dezember 1946 an Northrup-Hendy verkauft und 1947 zerlegt.